# Якупово (Челябинская область)
Яку́пово — село в Шумовском сельсовете Красноармейского района Челябинской области.
Расположено в среднем течении реки Миасс, на границе с Курганской областью, в 50 км к северо-востоку от областного центра города Челябинска.

## История
Якупово входит в число старинных башкирских сёл. Историческое название села: Субайгура (баш. Сибáйгүрә), которое переводится как красивая земля — «субай» (красивый) и «гүр» (земля). После Октябрьской революции 1917 г. название было заменено на современное.
До революции 1917 года население села Якупово (Якуповского) подчинялось Челябинскому стану Оренбургского казачьего войска.

## Население
| 2002 | 2010 |
| ---- | ---- |
| 710  | ↘447 |

Национальный состав: башкиры — 100 %.

## Религия
Мечети
- Мечеть «Якуповская»

## Достопримечательности
- мемориал погибшим в годы Великой Отечественной войны,
- дом культуры,
- библиотека,
- детский сад «Миляш»,
- Якуповская основная школа, открыта 1965 году.